# Ozarba concolor
Ozarba concolor là một loài bướm đêm trong họ Noctuidae.